# دوغلاس نايلز
دوغلاس نايلز (بالإنجليزية: Douglas Niles)‏ (1 ديسمبر 1954، بروكفيلد في الولايات المتحدة)؛ مصمم ألعاب، كاتب وروائي أمريكي.